# ストレーザ
ストレーザ（伊: Stresa）は、イタリア共和国ピエモンテ州ヴェルバーノ・クジオ・オッソラ県にある、人口約5,000人の基礎自治体（コムーネ）。
イタリア・アルプス山脈の南にあり、美しいマッジョーレ湖に面していて、この落ち着いた町は、保養・観光地として名高い。

## 地理

### 位置・広がり
| 隣接するコムーネは以下の通り。括弧内のVAはヴァレーゼ県、NOはノヴァーラ県所属を示す。 - バヴェーノ - ベルジラーテ - ブロヴェッロ＝カルプニーノ - ジニェーゼ - グラヴェッローナ・トーチェ - ラヴェーノ＝モンベッロ (VA) - レッジューノ (VA) - レーザ (NO) - オメーニャ - ヴェルバーニア |

## 歴史
1935年4月11日、ヒトラー政権の再軍備を受けてストレーザ会議が開催され、イタリア・イギリス・フランスによるストレーザ戦線が結成された（ただし、まもなくイギリスが英独海軍協定を結んだため、ストレーザ戦線は短期で崩壊した）。

## 保養・観光地
美しいマッジョーレ湖に面したこの町は、コモ湖にも近く、またイタリア・アルプス山脈のモンテ・ローザやシンプロン峠などにも比較的近く、保養・観光地として名高い。

## 行政
- 代表: Giuseppe Bottini（2015年選出）

### 分離集落
ストレーザには、以下の分離集落（フラツィオーネ）がある。
Alpino (località), Binda, Brisino, Campino, Carciano, I Falchetti, Isola Bella, Isola Madre, Isola Pescatori, Levo, Magognino, Mottarone, Passera, La Sacca, Alle Sale, Someraro, Vedasco